# UNINOVIS Alliance
UNINOVIS Alliance — міжнародний консорціум університетів Європи.
Усі члени UNINOVIS є державними університетами, які об'єднані інтересами суспільства та хочуть запропонувати європейським студентам, викладачам, дослідникам, громадянам, працівникам, компаніям, неурядовим організаціям, державним національним та міжнародним установам комплексну академічну мережу з метою створення Європейського університету до 2027 року.
UNINOVIS об'єднує 8 європейських університетів у Франції, Литві, Німеччині, Фінляндії, Іспанії, Італії, Албанії та Україні. Серед основних цілей консорціуму: збереження Європи на передовій цифрових процесів; просування сучасної педагогіки та інновацій; створення транс'європейського центру для розширення взаємодії між членами Альянсу та європейським суспільством. Координатор UNINOVIS — Університет Сорбонна Париж Норд у Франції.
В університетах Консорціуму навчається понад 140 000 студентів, працює понад 14 000 викладачів, дослідників та адміністративного персоналу. Консорціум представляє різноманіття Європи:  академічні пропозиції доступні французькою, німецькою, італійською, фінською, литовською, іспанською, албанською та українською мовами, а також практикується англійська як спільна мова; Консорціум цінує міжкультурне взаєморозуміння та сприяє вивченню європейських мов і культур.
Від України членом міжнародного консорціуму університетів UNINOVIS Alliance у 2024 р. став Національний технічний університет «Харківський політехнічний інститут»